# Jul på bordell
Jul på bordell (norska: Jul i bordell eller Julaften i bordell) är en oljemålning från 1903–1904 av den norske konstnären Edvard Munch. Den visar en grupp prostituerade kvinnor som klätt en julgran och kopplar av genom att läsa och röka. Bordellscener var ett återkommande motiv hos Munch. Målningen tillhör Munchmuseet i Oslo.

## Motiv och stil
Målningen visar en avslappnad miljö på en sekelskiftesbordell i juletid. Stora delar av förgrunden upptas av bilden av en kvinna som roar sig med läsning och röker en cigarett. Hon visar inget intresse för att vilja underhålla den något försoffade mansgestalten i bildbakgrunden, en man som kan antas vara Munch själv.
Bakgrunden upptas också av en julgran, som de för aftonen finklädda prostituerade klätt. På grund av målningens färger, som är varma och trygga, har antagits att Munch kände sig hemma i den här miljön. På målningen sitter han ensam med sin flaska i ett försök att dämpa sina nerver. Det är oklart om han avslutade med att tillbringa natten med någon av kvinnorna i lokalen, men en tolkning av målningen är att han trivts bättre på en bordell än i en mer formell villamiljö i den västra delen av Lübeck.
Målningen, med sina bruntonade färger och alldagliga karaktär, antas ha utformats som en social kritik av stämningen i tidens högreståndsmiljö.

## Tillkomst
Målningen kom till i Lübeck, där Munch julen 1903 var på några dagars besök hos sin beskyddare den förmögne ögonläkaren Max Linde. I Lübeck fick Munch en porträttbeställning från Lindes svärfar senator Gottfried Holthusen i Hamburg. Arbetet med porträttet gick inledningsvis bra, men kring jul uppstod meningsskiljaktigheter. Munch plågades av nervösa besvär, vilket ledde till att Munch för att dämpa ångesten började inta stora mängder alkohol. Svärfadern ska även ha blivit djupt förnärmad av att Munch föredragit att tillbringa julaftonen på bordell än som gäst hos familjen Linde, något som gjorde att beställningen drogs tillbaka.
Resultatet av julkonflikten blev istället målningen Jul på bordell, målad under tiden kring nyår 1903–1904. Vid denna tid var vistelse på bordell inte alltid liktydig med sexuell samvaro. Under ett sådant besök kunde man istället dricka, spela kort och på andra sätt bli underhållen av de prostituerade, att jämföra med värdinnesystemet i Japan.
Jul på bordell och andra av Munchs verk tillkomna i relation till hans olika bordellbesök har antagits vara skapade med mer originalitet än porträttmålningar. I likhet med andra av Munchs målningar från denna tid visar den Munchs dragning åt fauvismen. Hans behandling av färger och atmosfär i allmänhet var även ett resultat av påverkan från Van Gogh, Toulouse-Lautrec, Gauguin och Strindberg.

## Proveniens

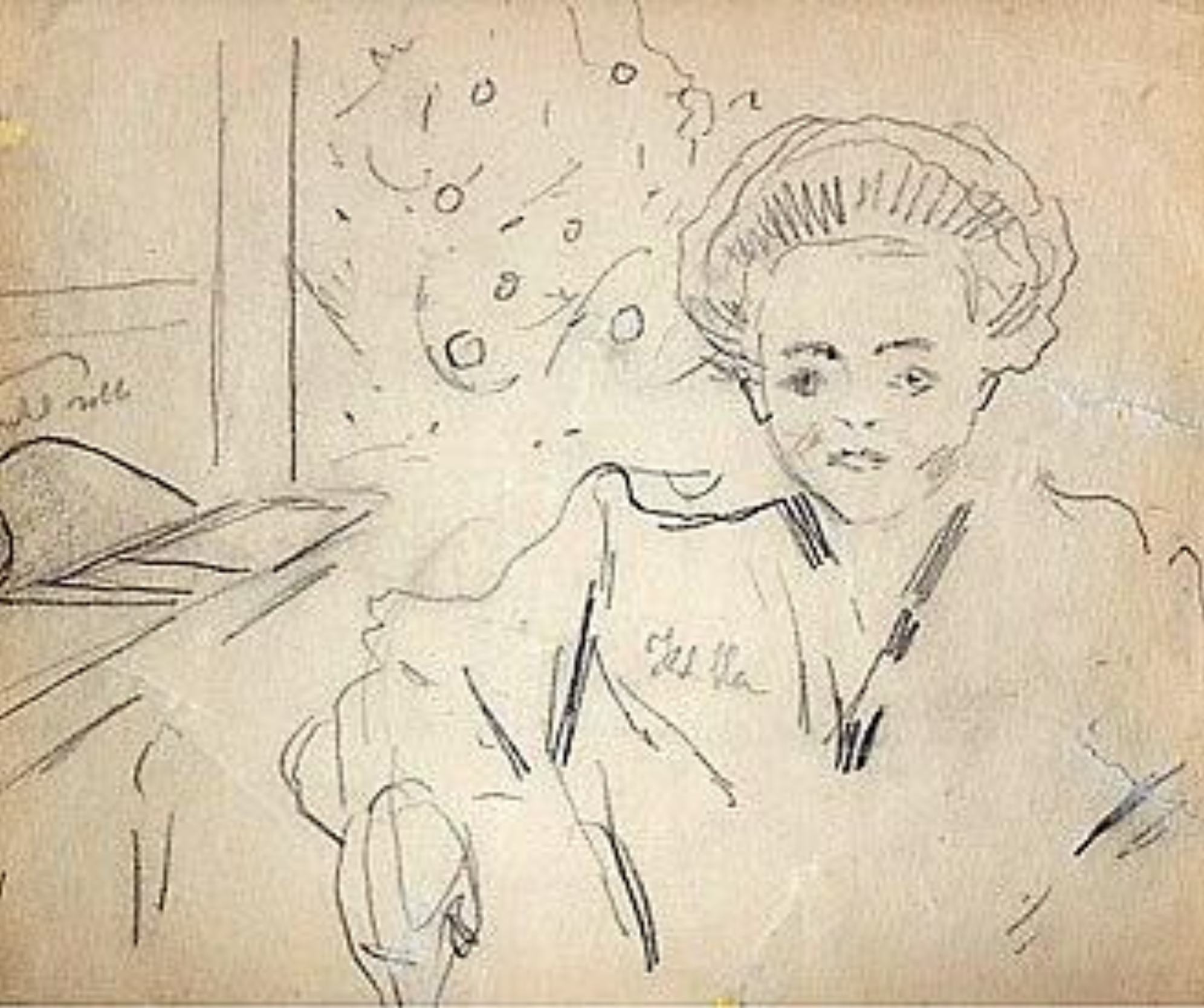
Blyertsskiss av samma motiv som i målningen.

Målningen tillhör Munchmuseet i Oslo. Där finns även en pennteckning med en variant av samma motiv, vilken tillkom vid samma tid. På denna skymtar den klädda julgranen i bakgrunden, liksom delar av en människa på en soffa i bildens vänsterkant. Större delen av teckningen upptas av kvinna i halvbild, vänd emot betraktaren.